# Democracia racial
A democracia racial é um argumento que nega a existência do racismo estrutural no Brasil, afirmando que o intenso processo de miscigenação no país produziu relações raciais harmônicas na sociedade brasileira. É tratada como mito e ideologia por buscar exprimir a vigência de uma suposta democracia plena que se estenderia às pessoas de todas as raças, a despeito das desigualdades motivadas pelo racismo no país e por estruturas racistas culturais, sociais e políticas que privilegiam brasileiros brancos.
O termo denota a crença de que o Brasil escapou da discriminação racial vista em outros países, como os Estados Unidos. Pesquisadores notam que a maioria dos brasileiros não se veem como racistas, e alegadamente não prejudicam ou promovem pessoas baseadas na raça. Graças a isso, enquanto a mobilidade social dos brasileiros pode ser reduzida por vários fatores, como sexo e classe social, a discriminação racial seria considerada irrelevante. A democracia racial, no entanto, é desmitificada por sociólogos e antropólogos que estudam o preconceito e por vários indicadores sociais e econômicos que revelam desigualdades ligadas à etnia. O preconceito está arraigado na sociedade em larga escala. Portanto, a verdadeira democracia racial é uma meta que ainda está longe de ser atingida e por enquanto é um mito que tenta criar uma imagem positiva da sociedade, que não coincide com os fatos documentados.

## Histórico

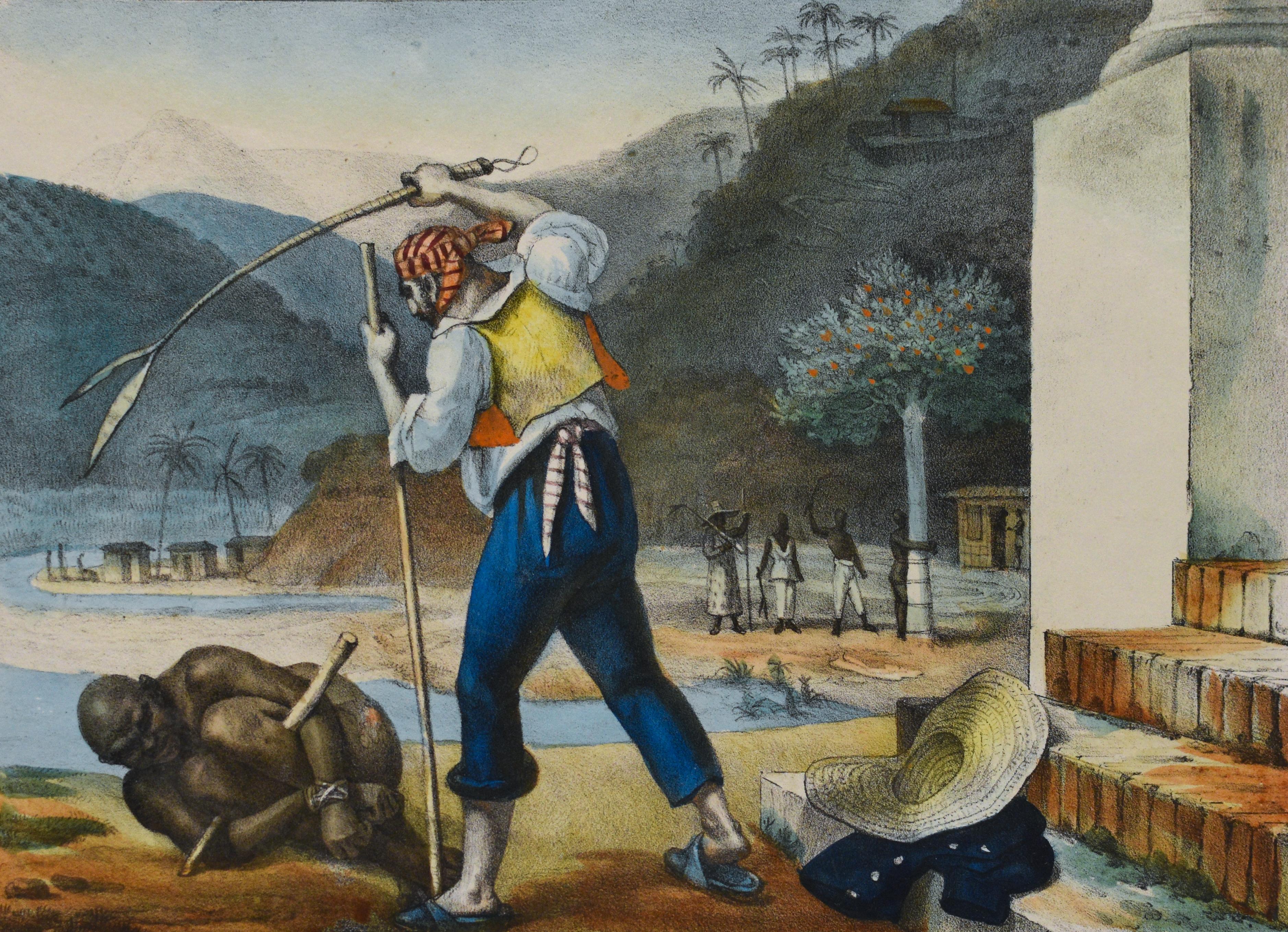
Escravo sendo castigado, aquarela de Jean-Baptiste Debret.

Foi uma visão corrente entre as elites brasileiras, desde o final do Segundo Império até o início da República, que o Brasil teria escapado do problema do preconceito racial, a partir da teoria de que no Brasil teria havido uma espécie de escravidão branda e uma harmonia entre senhores e escravos. Também era usual a comparação da situação racial observada nos Estados Unidos da América daquela época com a imagem que se fazia da realidade nacional, concluindo-se que no Brasil os negros tinham um tratamento muito melhor.
Mas isso não era verdade, e diversos autores contestaram essa visão já no século XIX. Pesquisas posteriores reafirmaram a falsidade das ideias da harmonia social e da escravidão branda, mostrando como os negros viviam em habitações rústicas e muitas vezes insalubres, exerciam trabalhos pesados em longas jornadas, recebiam pouca assistência médica e comida de baixa qualidade, e sistematicamente eram abusados física, moral, psíquica e sexualmente. A resistência à dominação frequentemente resultava em repressão brutal com humilhações e castigos físicos severos que muitas vezes levavam à mutilação, deformação, desfiguramento ou morte. Como assinalou Leonardo Boff, "a história foi escrita pela mão branca".

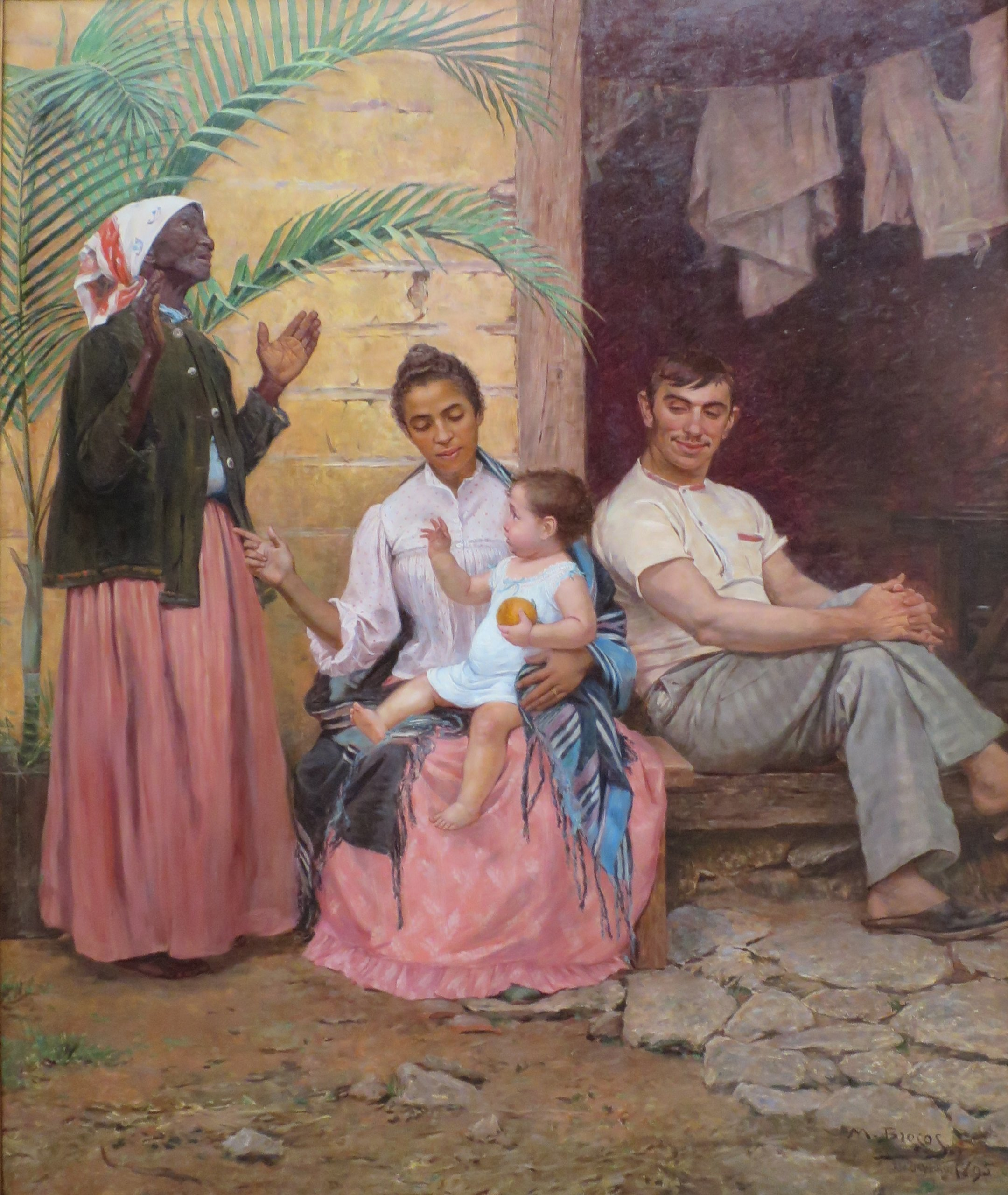
A Redenção de Cam (1895), quadro de Modesto Brocos y Gomes. Avó negra, filha mulata, genro e neto brancos: para o governo da época, a cada geração o brasileiro ficaria mais branco.

Ao mesmo tempo, desejava-se o branqueamento da população brasileira, sustentado por teorias de eugenia e miscigenação seletiva e implementado por programas estatais de colonização com populações de imigrantes europeus. A teoria do branqueamento foi tida como uma verdade científica e foi muito divulgada até meados do século XX. Baseava-se na presunção da superioridade branca, entendendo a miscigenação como uma saída para tornar a população mais clara, por acreditar que o gene da raça branca prevaleceria sobre as demais e que as pessoas em geral procurariam por parceiros mais claros do que elas. Assim afirmava-se que o branqueamento produziria uma população mestiça sadia, capaz de tornar-se sempre mais branca, tanto cultural como fisicamente. Por esse motivo, o ideal da miscigenação era tido como um mecanismo eficaz de absorção do mestiço e eliminação, no longo prazo, dos traços da etnia negra na população. O objetivo desses mecanismos não era nem promover a ascensão social de certa porção de negros e de mulatos, nem estabelecer a igualdade racial, mas, ao contrário, preservar a hegemonia da raça dominante.. Refletindo o ideal citado, João Batista de Lacerda, diretor do Museu Nacional, e único latino-americano a apresentar um relatório no I Congresso Universal de Raças, em Londres, no ano de 1911, chegou a afirmar:
"No Brasil já se viram filhos de mestiços apresentarem, na terceira geração, todos os caracteres físicos da raça branca [...]. Alguns retêm uns poucos traços da sua ascendência negra por influência dos atavismos [...] mas a influência da seleção sexual [...] tende a neutralizar a do atavismo, e remover dos descendentes dos mestiços todos os traços da raça negra [...] Em virtude desse processo de redução étnica, é lógico esperar que no curso de mais um século os mestiços tenham desaparecido do Brasil. Isso coincidirá com a extinção paralela da raça negra em nosso meio".
Explica Martiniano Silva que a miscigenação é um antigo processo de enriquecimento étnico e cultural dos povos, capaz de produzir civilizações, e que ocorre espontaneamente. Afirma que historicamente a miscigenação de raças no Brasil "nunca foi tratada e nunca existiu como um processo livre, espontâneo, e, portanto, natural, de união entre dois povos". Ao contrário, a mulher negra era explorada, desonrada e violentada moral e sexualmente através de uniões forçadas, impostas pelo medo e pela insegurança, produzindo crianças concebidas sem pai legalmente reconhecido, permanecendo no status de escravas, não havendo, assim, nenhum enriquecimento racial e cultural de civilização alguma. Conclui dizendo que é preciso não confundir a descaracterização de um povo pela violência sexual com o mito de uma democracia racial. No entanto, há inúmeros casos de negras casadas com brancos, negras que dormiam com os senhores por sua própria iniciativa, e negras tratadas como princesas por senhores brancos. O que não foi muito comum no período eram homens negros com mulheres brancas.
O mito da democracia racial também recebeu força de narrativas que apontavam a existência de muitos mestiços bem sucedidos, mas ignoravam o fato de que esses casos eram uma pequena minoria e dissimulavam uma realidade de discriminação mesmo entre os mestiços, os quais, em vista da pesada carga de preconceitos de recaía sobre os negros, muitas vezes tentavam ocultar suas origens ou negá-las, como uma estratégia de sobrevivência social. Neste contexto, muitas vezes os mestiços eram mais ou menos aceitos pela sociedade branca identificando-os como "negros de alma branca", o que se encaixava nas ideologias de branqueamento populacional.
Contudo, de acordo com o sociólogo Oracy Nogueira, um dos primeiros estudiosos do racismo no Brasil, a presença de mestiços nas classes médias no Brasil é extremamente difundida, contudo a grande maioria dessas pessoas não se percebem, nem são percebidas como mestiças, mas sim como brancas.
À constatação de que mesmo depois da abolição da escravidão em 1888 os negros e pardos continuavam em situação de inferioridade, justificava-se dizendo que, como haviam sido dissolvidos os impedimentos legais para sua ascensão e como no Brasil não havia preconceito, se o sucesso não ocorria era devido à sua própria culpa, reiterando as ideologias racistas que viam o negro como preguiçoso, degradado moralmente, avesso ao trabalho, ignorante, intelectualmente inferior e incapaz de aproveitar as oportunidades que se abriam. Nas palavras de Petrônio Domingues, "segundo essa concepção, o negro passaria a conceber a liberdade como o oposto do trabalho. Liberdade como oposto à responsabilidade. Liberdade como oposto à disciplina. Além disso, o racismo científico referendava a hipótese segundo a qual tais deficiências eram mais de natureza biológica que cultural". Esse discurso cientificista isentava os antigos senhores de escravos e o Estado da responsabilidade pela situação dos negros e ganhou foros de oficialidade, e sua propaganda foi tão eficiente que foi aceito até mesmo por parte da população negra e mestiça.

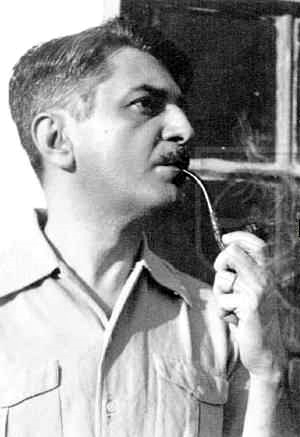
Gilberto Freyre

Com a obra Casa-Grande & Senzala (1933), do historiador e sociólogo Gilberto Freyre, as teorias da democracia racial e da harmonia social foram sistematizadas e ganharam relevo na reafirmação de uma imagem idílica da realidade brasileira, e embora o autor não negasse a existência de violência e desigualdade, tendia a descrevê-las como circunstanciais e não fundamentais, e dar mais importância à contribuição dos negros e índios para a cultura e à miscigenação em si na formação da população como um processo dinâmico, adaptativo, democratizante e não conflitual que tendia a equilibrar antagonismos. Segundo Clóvis Moura, Gilberto Freyre caracterizou a escravidão no Brasil como composta de senhores maleáveis e escravos conformados. O mito do "bom senhor" de Freyre seria uma tentativa no sentido de interpretar as contradições do escravismo como episódio sem importância, que não teria o poder de anular a suposta harmonia entre senhores e escravos. A obra recebeu consagração instantânea por significativa parte da intelectualidade, mas logo também passou a ser criticada como uma leitura fantasiosa do passado nacional, enquanto parte dos críticos a entendiam como um projeto utópico de uma sociedade profundamente racista.
Durante a ditadura militar (1964-1985) o mito da democracia racial foi mais uma vez enfatizado, pois o governo entendeu as lutas contra a discriminação como uma ameaça ao projeto de manutenção da ordem e da paz social e da segurança nacional. O manual da Escola Superior de Guerra incluía os movimentos negros entre os agentes de "antagonismo", considerando que poderiam introduzir ideias "subversivas" de incitação de ódio ou racismo no país. Movimentos negros foram vigiados, reprimidos e perseguidos, e após a instituição do AI-5 as reuniões de grupos ativistas se tornaram praticamente impossíveis.

## Atualidade
As teorias racistas, seja puramente ideológicas seja travestidas de ciência, penetraram na cultura brasileira em ampla escala e não apenas foram tomadas como verdades mas naturalizaram as desigualdades e tornaram difícil a discussão sobre a situação do negro, reforçando práticas culturais e políticas públicas discriminatórias, além de prejudicarem a formação de uma consciência politizada entre os negros, a compreensão de sua história e cultura e a construção de uma identidade própria, enfraquecendo o sentimento de solidariedade e pertencimento de grupo entre a população negra.
Desde a década de 1970 os movimentos negros celebram o 13 de Maio, dia da abolição da escravidão, como Dia Nacional de Denúncia contra o Racismo, incentivando a reflexão e a denúncia do racismo estrutural, da desigualdade e da violência contra os negros. Ainda hoje a ideia da existência de uma democracia racial no país é largamente disseminada. Segundo Joaze Bernardino, "não constitui nenhuma novidade dizer que uma significativa maioria dos brasileiros reconhece-se como 'misturados', assim como valorizam essa 'mistura'. O que ocorre quando se ressalta e valoriza essa mestiçagem é que há uma confusão da mistura racial no plano biológico com as interrelações raciais no sentido sociológico. Supondo que a primeira ocorreu sem conflito [...] sugerem que as últimas também existiram sem conflito".
Dados do Instituto de Pesquisa Econômica Aplicada (IPEA) revelam que o Brasil em 1999 possuía cerca de 53 milhões de pobres e 22 milhões de indigentes. Verificou-se que os negros representavam 45% da população brasileira, mas perfaziam 64% da população pobre e 69% da população indigente. Os brancos por sua vez, sendo 54% da população total brasileira, representavam 36% dos pobres e 31% dos indigentes. Os negros representavam 70% da faixa dos 10% mais pobres da população, enquanto que entre os 10% mais ricos, somente 15% eram negros. O "Brasil branco" era cerca de 2,5 vezes mais rico que o "Brasil negro". O coeficiente de Gini do Brasil era de 0,59, enquanto o da população branca era 0,58 e o da população negra, 0,54. A escolaridade média de um negro com 25 anos de idade estava em torno de 6,1 anos de estudo; um branco da mesma idade tinha cerca de 8,4 anos de estudo. A desigualdade não era recente. A série histórica desde 1929 até 1974 mostra que a escolaridade se elevou para todos neste período, mas a desigualdade proporcional entre negros e brancos permaneceu inalterada. Em todos os anos da série e para todos os segmentos, os níveis de desempenho e freqüência à escola dos negros eram inferiores aos dos brancos. Indicadores de acesso à coleta de lixo, escoamento sanitário, acesso à energia elétrica e abastecimento de água eram sempre mais baixos para os negros do que para os brancos. O estudo concluía dizendo:

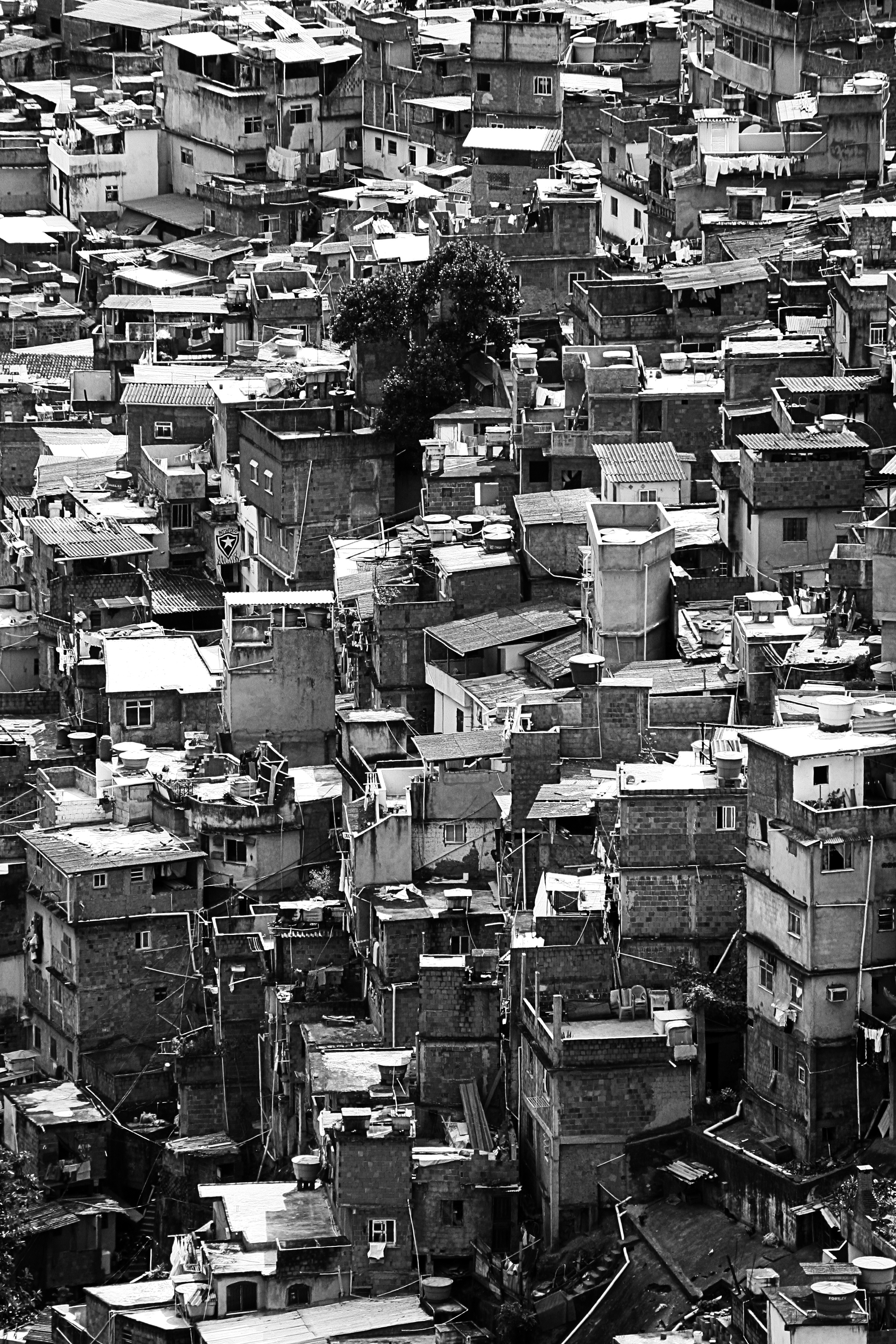
Detalhe da favela da Rocinha, a maior do Brasil.

"[Fica atestada] de modo contundente, a intensa desigualdade de oportunidades a que está submetida a população negra no Brasil. A pobreza, como vimos, não está 'democraticamente' distribuída entre as raças. Os negros encontram-se sobrerrepresentados na pobreza e na indigência, consideradas tanto a distribuição etária, como a regional e a estrutura de gênero. [...] A escolaridade de brancos e negros, por sua vez, nos expõe, com nitidez, a inércia do padrão de discriminação racial. Como vimos, apesar da melhoria nos níveis médios de escolaridade de brancos e negros ao longo do século, o padrão de discriminação, isto é, a diferença de escolaridade dos brancos em relação aos negros, mantém-se estável entre as gerações. [...] As outras dimensões socioeconômicas analisadas, recordemos, referem-se ao trabalho infantil, mercado de trabalho, condições habitacionais e consumo de bens duráveis. Em todas elas, assim como na educação e na pobreza, observamos, de forma recorrente, que existem diferenças entre brancos e negros, com os negros sempre em desvantagem".
Outros indicadores de acesso à saúde, educação, renda, emprego, entre outros, reforçam a existência de uma ampla desigualdade de oportunidades e de realidades no Brasil, tornando insustentável o mito da democracia racial. Em 2008 os negros eram a maioria nas favelas, com 66,1% dos domicílios chefiados por negros. Em São Paulo, em 2016, 70% dos favelados eram negros e pardos. Segundo o IBGE, em 2016 a taxa de analfabetismo de brancos era de 4,2%, e a de negros ou pardos de 9,9%; o rendimento médio de todos os trabalhos era de R$ 2.814 para brancos, R$ 1.606 para pardos e R$ 1.570 para negros; das crianças de 5 a 7 anos que eram obrigadas a trabalhar, 35,8% eram brancas, e 63,8% negras ou pardas, e a taxa de desemprego era de 9,5% para brancos, 14,5% para pardos e 13,6% para negros.
Uma pesquisa do IPEA mostrou que no Brasil de cada sete indivíduos assassinados, cinco são afrodescendentes. O estudo disse ainda que "se é verdade que as profundas desigualdades sociais existentes no país estão por trás de muitos dos nossos dramas (como as cidades partidas; as diferenças de letalidade entre pobres e ricos; e entre negros e não negros), por outro lado, a questão social não esgota a explicação das gritantes diferenças de vitimização violenta que acometem mais a população afrodescendente, que refletem, em parte, o racismo ainda prevalente no Brasil". São comuns no populário brasileiro piadas e ditos de índole racista, reforçando a discriminação e a marginalização, perpetuando estereótipos e criando uma impressão de que o racismo é apenas uma brincadeira.
O Estatuto da Igualdade Racial, promulgado em 2010, visou coibir a discriminação racial e estabelecer políticas para diminuir a desigualdade social existente entre os diferentes grupos raciais. Legislação complementar e as políticas públicas de cotas raciais conseguiram avançar um pouco a questão da desigualdade, mas ainda há muita resistência à aceitação generalizada de que o Brasil é um país racista. Muita literatura ainda nega esse fato ou reverbera antigas ideias de que o racismo no Brasil é mais suave e benigno do que em outros países. Para Matheus Ávila, o mito da democracia racial "é uma ideia que acaba por maquiar uma realidade social altamente racista, excludente, conflitante e discriminatória, além de aprofundar as raízes e estratificações sociais injustas, legitimando a desigualdade social no Brasil". Para Ronaldo de Sales Júnior, o mito da democracia racial é um mecanismo ideológico que reproduz as relações raciais cristalizadas, impedindo que ocorra um debate público esclarecido e imparcial sobre o racismo. Segundo Fernando Ferreira,
"Nosso racismo combina inclusão com exclusão social. No esporte, na música, no corpo da lei, conseguimos proporcionar alguma inclusão. Mas se verificarmos as estatísticas sobre lazer, trabalho ou nascimento, o cenário é desarmônico. Qualquer estrangeiro ao entrar em clubes privados, teatros de elite, restaurantes luxuosos, conseguirá notar a coloração mais branca das pessoas nestes locais privilegiados. Nós, por estarmos inseridos em um processo de naturalização dessas discrepâncias, quase não reconhecemos estas diferenças. [...] Ademais, o fato de ainda discutirmos se há ou não racismo no país indica a nossa falta de vocação para compreender nossa história. Afirmar que não somos racistas não é ironia, é ideologia".